# Туймат
Туймат, Малая Гыркесья (удм. Муйбо)) — деревня в Увинском районе Удмуртии, входит в Удугучинское сельское поселение. Находится в 32 км к северо-востоку от посёлка Ува и в 62 км к северо-западу от Ижевска.

Известные уроженцы
- Георгий Геннадьевич Грязев (1964) – заслуженный журналист Удмуртской Республики (2005), лауреат Государственной премии Удмуртской Республики (2024), лауреат Национальной премии имени Эрика Батуева (2011), главный редактор АУ УР "Издательство «Удмуртия» (2012). Награждён медалью ВОИ «За милосердие и гуманность» (2008), знаком Министерства по физической культуре, спорту и туризму УР «За развитие физической культуры и спорта» (2009), знаком Союза журналистов РФ «За заслуги перед профессиональным сообществом» (2014), медалью «За особый вклад в книжное дело» (2016), Почётной грамотой Министерства связи и массовых коммуникаций РФ (2014 г.), Почётной грамотой Удмуртской Республики (2021), дипломом Минцифры РФ имени О. С. Шмидта "Сподвижник краеведения (2023), Почётным знаком Российского книжного союза (2024). Автор книг очерков и повестей «Кирень куректон» («Горе-горькое»), 1996), «Вамыш» («Шаг», 2014), составитель около 40 книг по краеведению на русском и удмуртском языках. Победитель и дипломант международных, всероссийских и межрегиональных конкурсов книги.